# Rangárþing Eystra
Rangárþing Eystra ([ˈrauŋkˌauːrˌθiɲc ˌeistra]ⓘ) es un municipio localizado en el sur de Islandia, en la región de Suðurland. Las poblaciones más importantes son Skógar y Hvolsvöllur.

## Galería

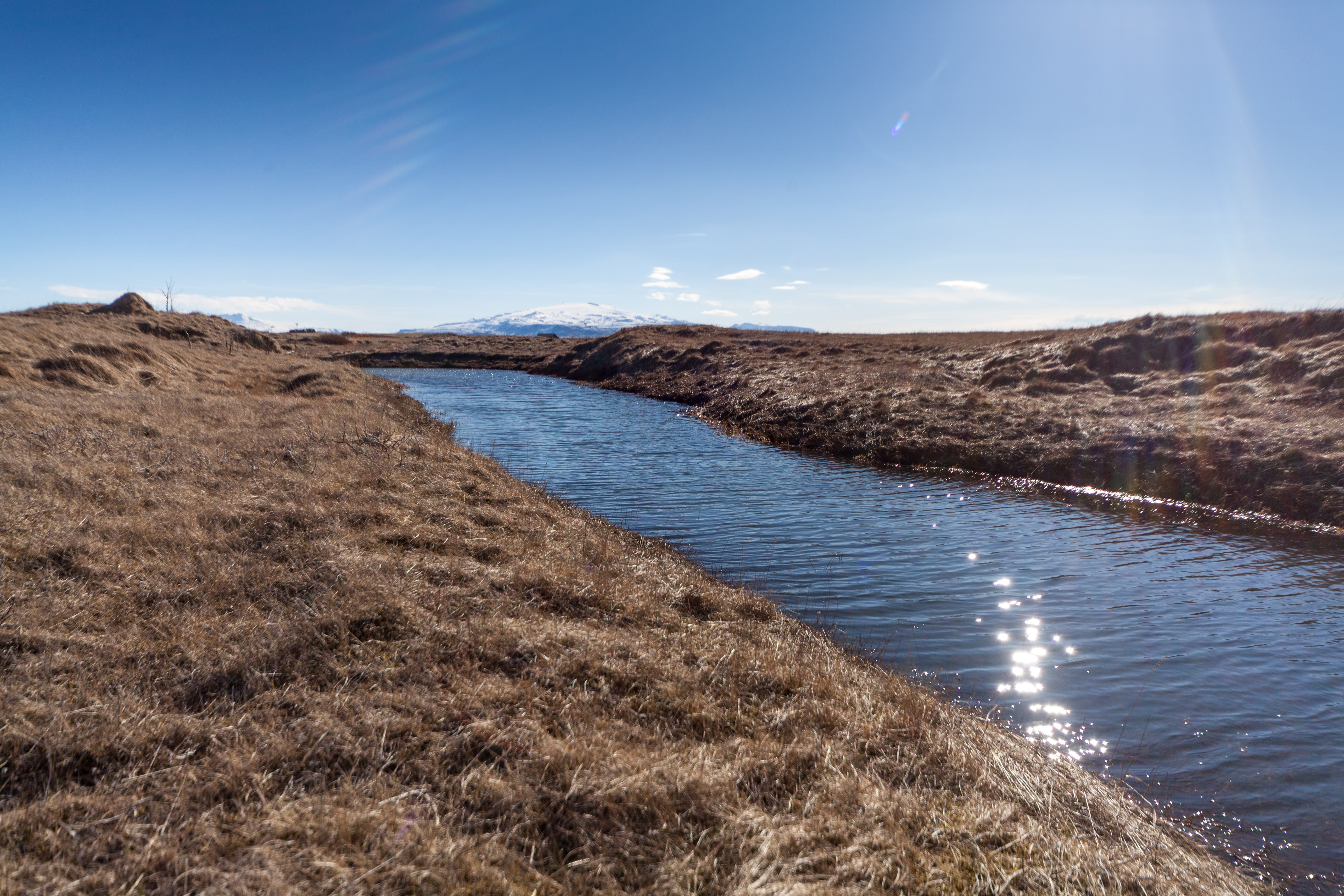
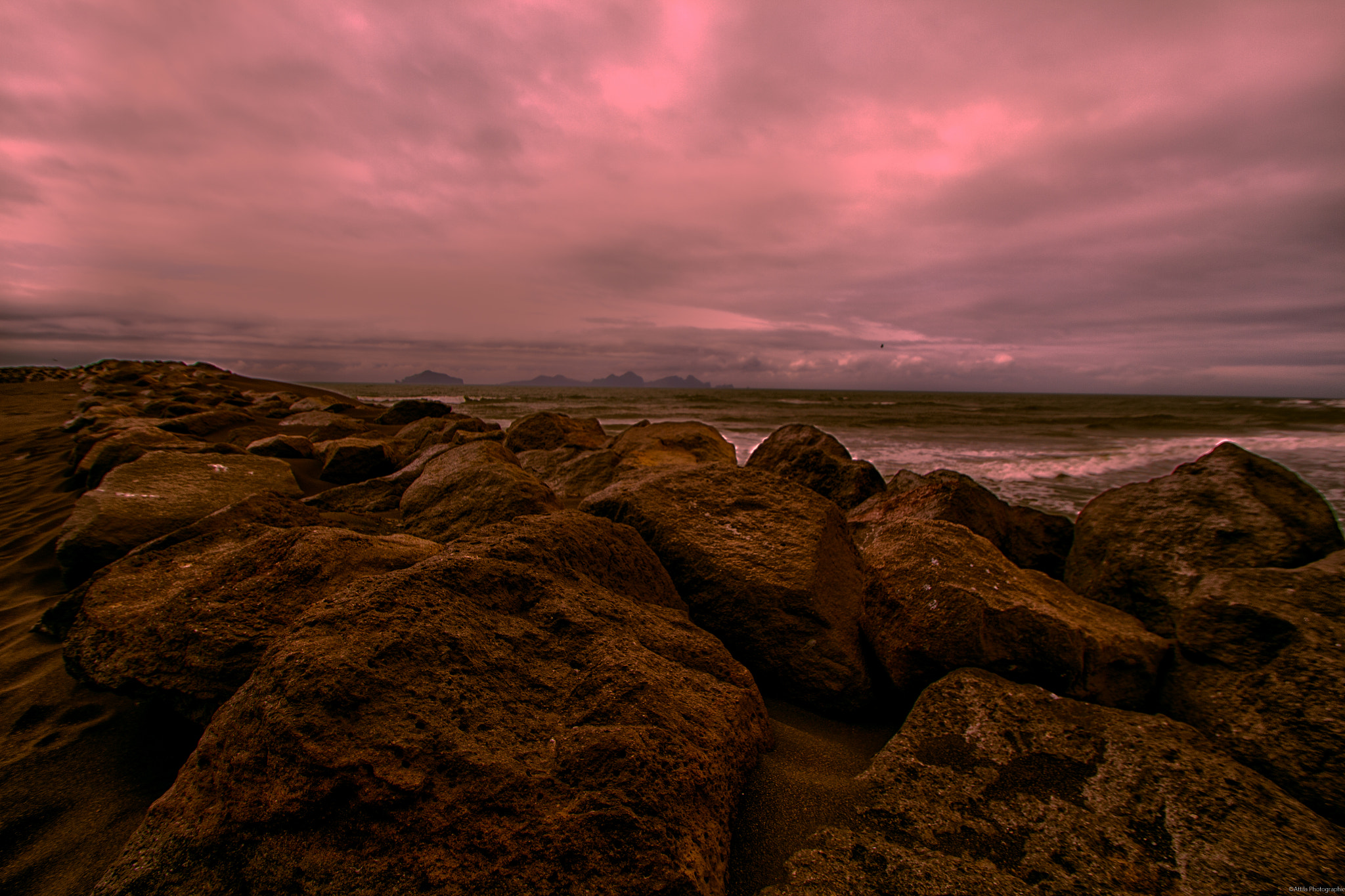
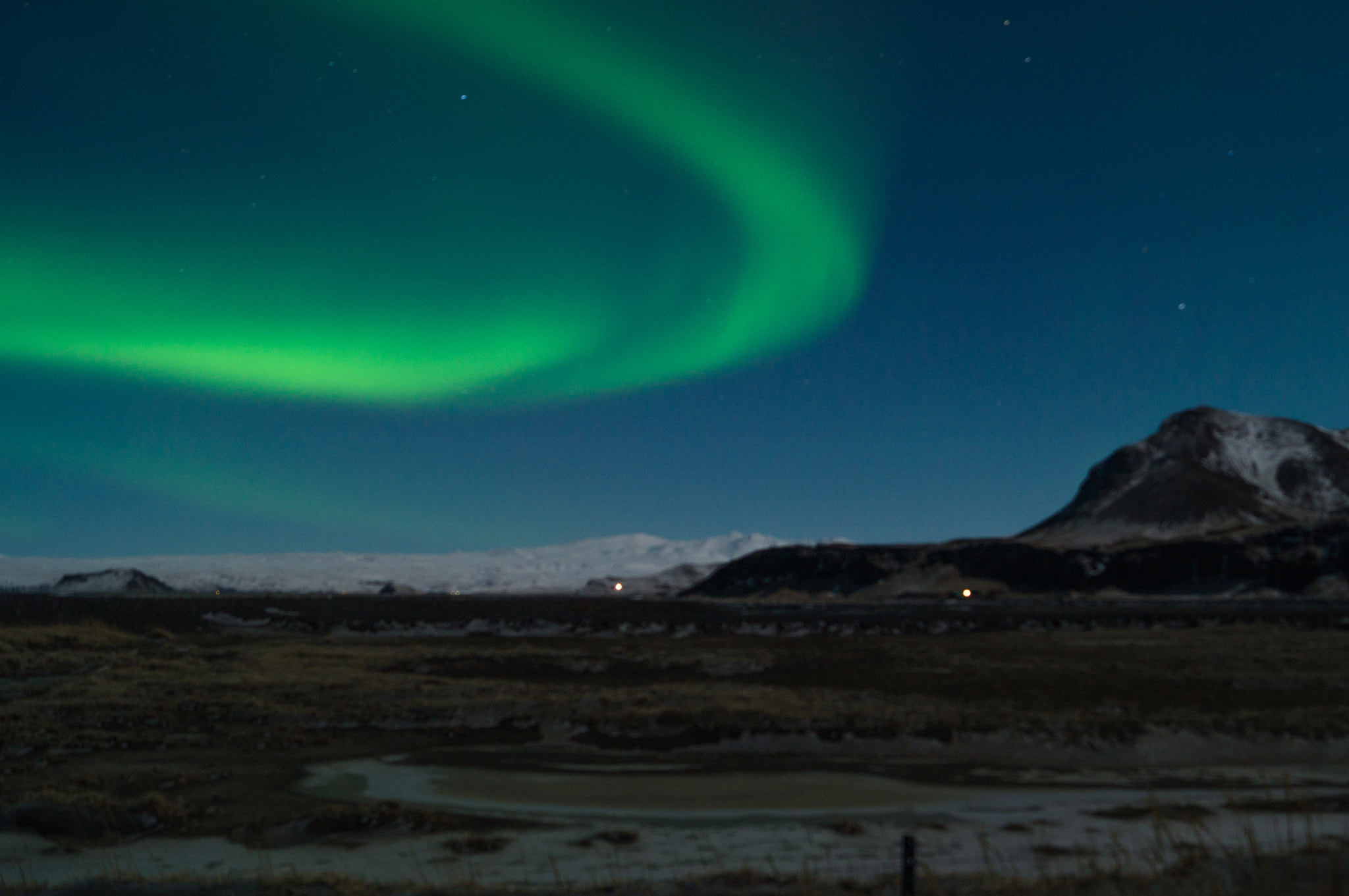
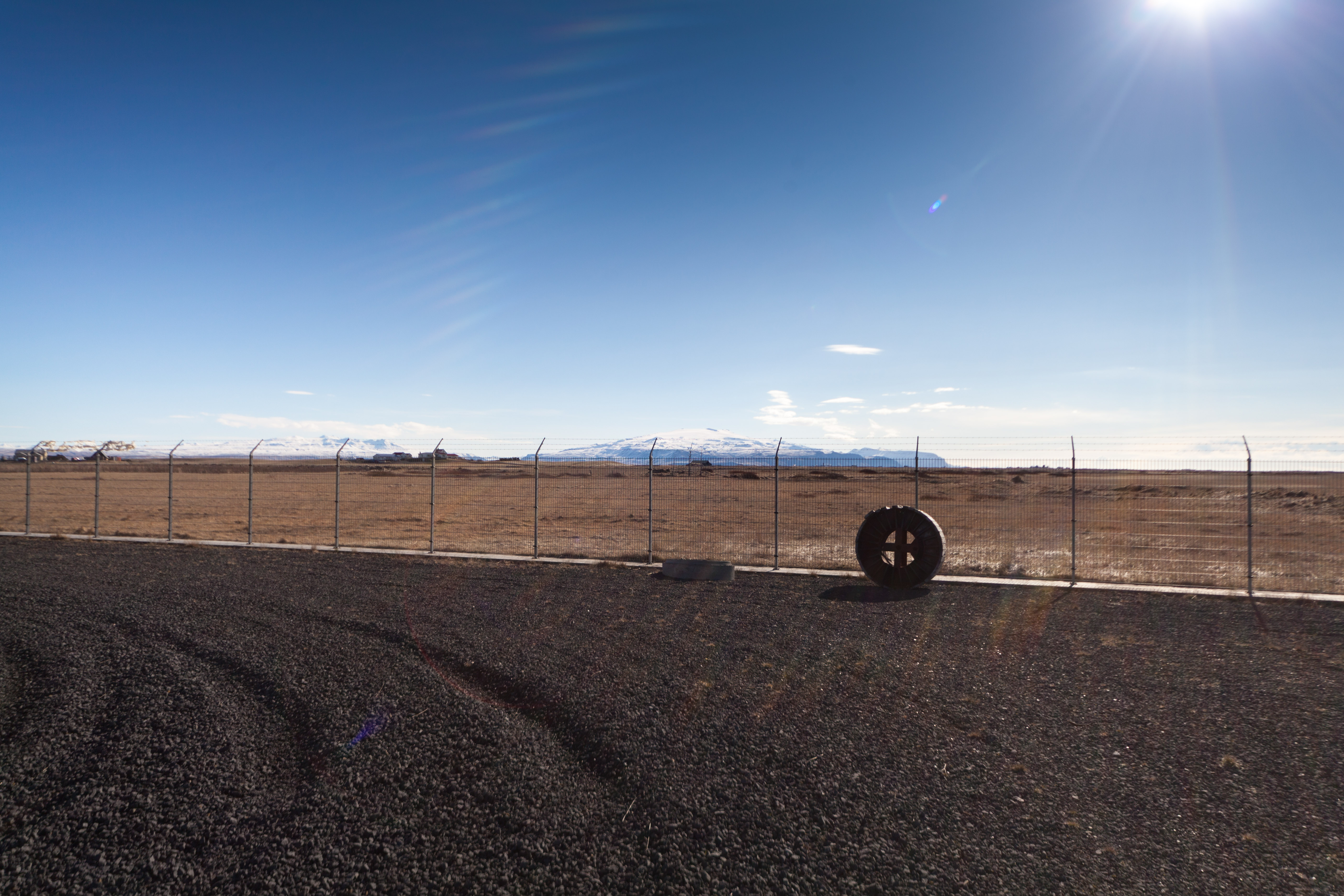